# Ichi the Killer (manga)
Pour les articles homonymes, voir Ichi the Killer.
Autre
Ichi the Killer (殺し屋１, Koroshiya Ichi, littéralement Tueur n°1) est un seinen manga créé par Hideo Yamamoto. Il a été prépublié entre juin 1998 et juillet 2001 dans le magazine Weekly Young Sunday de l'éditeur Shōgakukan et a été compilé en dix tomes entre juin 1998 et juillet 2001, puis en six tomes sous format Bunko d'avril 2007 à septembre 2007. La version française a été éditée par Tonkam dans la collection « Young » entre mars 2011 et novembre 2012.
Plusieurs adaptations live ont été réalisées : Ichi the Killer de Takashi Miike sorti en 2001, et 1-Ichi de Masahito Tanno sorti au Japon en 2003. Un OAV a également vu le jour en septembre 2002, Ichi The Killer: Episode 0, réalisée par Shinji Ishihira. Il a été licencié en Australie et en Nouvelle-Zélande par Siren Visual et aux États-Unis, en Angleterre et au Canada par Central Park Media.

## Synopsis
Au Japon, Kakihara, tueur masochiste, traque le mystérieux Ichi, le tueur «100 % sadique». Ichi est en réalité un pauvre jeune homme de 22 ans, manipulé par un vieil homme plein de rancœur pour le clan yakusa de Kakihara. Ichi n'a en fait qu'un souci : tenter de lutter contre ses pulsions.

## Personnages
- Ichi (Shiroishi Hajime) : le protagoniste, un tueur psychopathe à la demande des yakuza
- Kakihara Masao : un caïd yakuza
- Jii-san (Old Geezer) : un mastermind
- Anjou Yoshio (Kumichou) : la tête de la famille Anjougumi le clan yakuza
- Noboru : un membre du groupe de Jii-san
- Inoue (Kanou) : un banni de clan Anjougumi
- Suzuki : un membre du clan Funaki
- Kaneko : homme de Kakihara Masao
- Norio : un jeune garnement du dojo
- Seila : une prostituée maltraitée par son proxénète
- Karen : amie de Kakihara Masao
- Tachibana : amie de Ichi
- Long : un membre de groupe de Jii-san
- Les jumeaux (Jirou et Saburou) : anciens sbires de Kakihara Masao
- Takeshi : fils de Kaneko

## Analyse
Pour Pierre Pulliat de dBD, « contrairement au paradigme du héros, de tempérament plutôt positif et inspirant, qui se révèle grâce à la pratique sportive, Ichi, un peu comme le personnage de Coq de combat, s'enfonce au contraire dans les ténèbres. Sa psyché brisée associe douleur et sexualité et entraîne un comportement pervers. (...) Une violence telle que ce polar vire au récit d'horreur, offrant un mélange des genres rares qui interpelle forcément ».

## Liste des volumes
| no | Japonais        | Japonais          | Français         | Français          |
| no | Date de sortie  | ISBN              | Date de sortie   | ISBN              |
| -- | --------------- | ----------------- | ---------------- | ----------------- |
| 1  | 5 juin 1998     | 978-4-09-151512-4 | 23 mars 2011     | 978-2-7595-0541-8 |
| 2  | 5 octobre 1998  | 978-4-09-151513-1 | 11 mai 2011      | 978-2-7595-0542-5 |
| 3  | 5 février 1999  | 978-4-09-151514-8 | 6 juillet 2011   | 978-2-7595-0543-2 |
| 4  | 1er mai 1999    | 978-4-09-151515-5 | 9 novembre 2011  | 978-2-7595-0544-9 |
| 5  | 5 octobre 1999  | 978-4-09-151516-2 | 25 janvier 2012  | 978-2-7595-0545-6 |
| 6  | 4 mars 2000     | 978-4-09-151517-9 | 2 avril 2012     | 978-2-7595-0546-3 |
| 7  | 5 juillet 2000  | 978-4-09-151518-6 | 13 juin 2012     | 978-2-7595-0547-0 |
| 8  | 10 janvier 2001 | 978-4-09-151519-3 | 22 août 2012     | 978-2-7595-0548-7 |
| 9  | 5 avril 2001    | 978-4-09-152119-4 | 10 octobre 2012  | 978-2-7595-0549-4 |
| 10 | 5 juillet 2001  | 978-4-09-152120-0 | 28 novembre 2012 | 978-2-7595-0550-0 |

## Adaptations
- 2001 : Ichi the Killer de Takashi Miike
- 2002 : Koroshiya 1: The Animation Episode 0 de Shinji Ishidaira
- 2003 : 1-Ichi de Masato Tanno

### Édition japonaise
Shogakukan
1. 1 2  (ja) « Tome 1 ».
2. 1 2  (ja) « Tome 2 ».
3. 1 2  (ja) « Tome 3 ».
4. 1 2  (ja) « Tome 4 », sur amazon.co.jp.
5. 1 2  (ja) « Tome 5 ».
6. 1 2  (ja) « Tome 6 », sur amazon.co.jp.
7. 1 2  (ja) « Tome 7 ».
8. 1 2  (ja) « Tome 8 ».
9. 1 2  (ja) « Tome 9 ».
10. 1 2  (ja) « Tome 10 ».

### Édition française
« Tonkam »(Archive.org • Wikiwix • Archive.is • Google • Que faire ?)
1. 1 2  (fr) « Tome 1 »(Archive.org • Wikiwix • Archive.is • Google • Que faire ?).
2. 1 2  (fr) « Tome 2 »(Archive.org • Wikiwix • Archive.is • Google • Que faire ?).
3. 1 2  (fr) « Tome 3 »(Archive.org • Wikiwix • Archive.is • Google • Que faire ?).
4. 1 2  (fr) « Tome 4 »(Archive.org • Wikiwix • Archive.is • Google • Que faire ?).
5. 1 2  (fr) « Tome 5 »(Archive.org • Wikiwix • Archive.is • Google • Que faire ?).
6. 1 2  (fr) « Tome 6 »(Archive.org • Wikiwix • Archive.is • Google • Que faire ?).
7. 1 2  (fr) « Tome 7 »(Archive.org • Wikiwix • Archive.is • Google • Que faire ?).
8. 1 2  (fr) « Tome 8 »(Archive.org • Wikiwix • Archive.is • Google • Que faire ?).
9. 1 2  (fr) « Tome 9 »(Archive.org • Wikiwix • Archive.is • Google • Que faire ?).
10. 1 2  (fr) « Tome 10 »(Archive.org • Wikiwix • Archive.is • Google • Que faire ?).